# Árchez
 Árchez  est une commune de la province de Malaga dans la communauté autonome d'Andalousie en Espagne.

## Géographie
|  | Canillas de Albaida |         |
|  | Árchez              | Cómpeta |
|  | Sayalonga           |         |

## Démographie
| 1991 | 1996 | 2001 | 2004 | 2007 | 2008 |
| ---- | ---- | ---- | ---- | ---- | ---- |
| 333  | 341  | 353  | 397  | 427  | 437  |